# Кинтана, Яндро
Яндро Мигель Кинтана Ривальта (исп. Yandro Miguel Quintana Rivalta; род. 30 января 1980, Сьего-де-Авила, Куба) — кубинский борец вольного стиля, чемпион летних Олимпийских игр 2004 года в Афинах, серебряный призёр двух чемпионатов мира, многократный чемпион Америки.